# Hexaprotodon liberiensis
L'ippopotamo pigmeo (Choeropsis liberiensis o Hexaprotodon liberiensis) è una specie di ippopotamo di piccole dimensioni originario delle foreste e delle paludi dell'Africa occidentale, principalmente in Liberia, con piccole popolazioni in Sierra Leone, Guinea e Costa d'Avorio.
L'ippopotamo pigmeo è un animale solitario e notturno. È una delle uniche due specie esistenti della famiglia Hippopotamidae, l'altra è il suo parente più grande, l'ippopotamo comune (Hippopotamus amphibius), anche noto come ippopotamo del Nilo. Contrariamente alla sua controparte più grande, l'ippopotamo pigmeo mostra molti adattamenti alla vita terrestre, sebbene rimanga comunque prevalentemente un animale semiaquatico, facendo comunque affidamento all'acqua per mantenere la pelle idratata e per rinfrescarsi. Comportamenti come l'accoppiamento e il parto possono avvenire sia in acqua sia sulla terra. L'ippopotamo pigmeo è erbivoro, nutrendosi di felci, piante a foglia larga, erbe e frutti che trova nelle foreste.
Si tratta di una creatura della foresta notturna e molto rara, che raramente può essere avvistata e studiata in natura. Gli ippopotami pigmei erano sconosciuti al di fuori dell'Africa occidentale fino al XIX secolo. Introdotti negli zoo all'inizio del XX secolo, si riproducono bene in cattività e la stragrande maggioranza della ricerca su questi animali deriva da esemplari negli zoo. La sopravvivenza della specie in cattività è maggiore che in natura; la Unione internazionale per la conservazione della natura stima rimangano meno di 3.000 ippopotami pigmei allo stato selvatico.
Gli ippopotami pigmei sono principalmente minacciati dalla perdita dell'habitat, poiché le foreste vengono disboscate e convertite in terreni agricoli, e sono anche vulnerabili al bracconaggio, alla caccia per il mercato della bushmeat, ai predatori naturali e alla guerra locale. Gli ippopotami pigmei sono tra le specie cacciate illegalmente per il cibo in Liberia.

## Descrizione

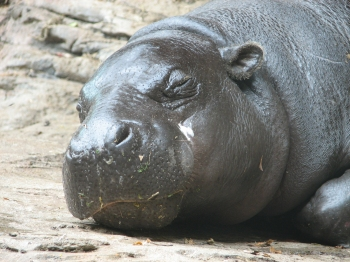
Un esemplare mentre riposa allo zoo di Louisville. Il cranio dell'ippopotamo pigmeo ha orbite e narici meno pronunciate rispetto all'ippopotamo comune

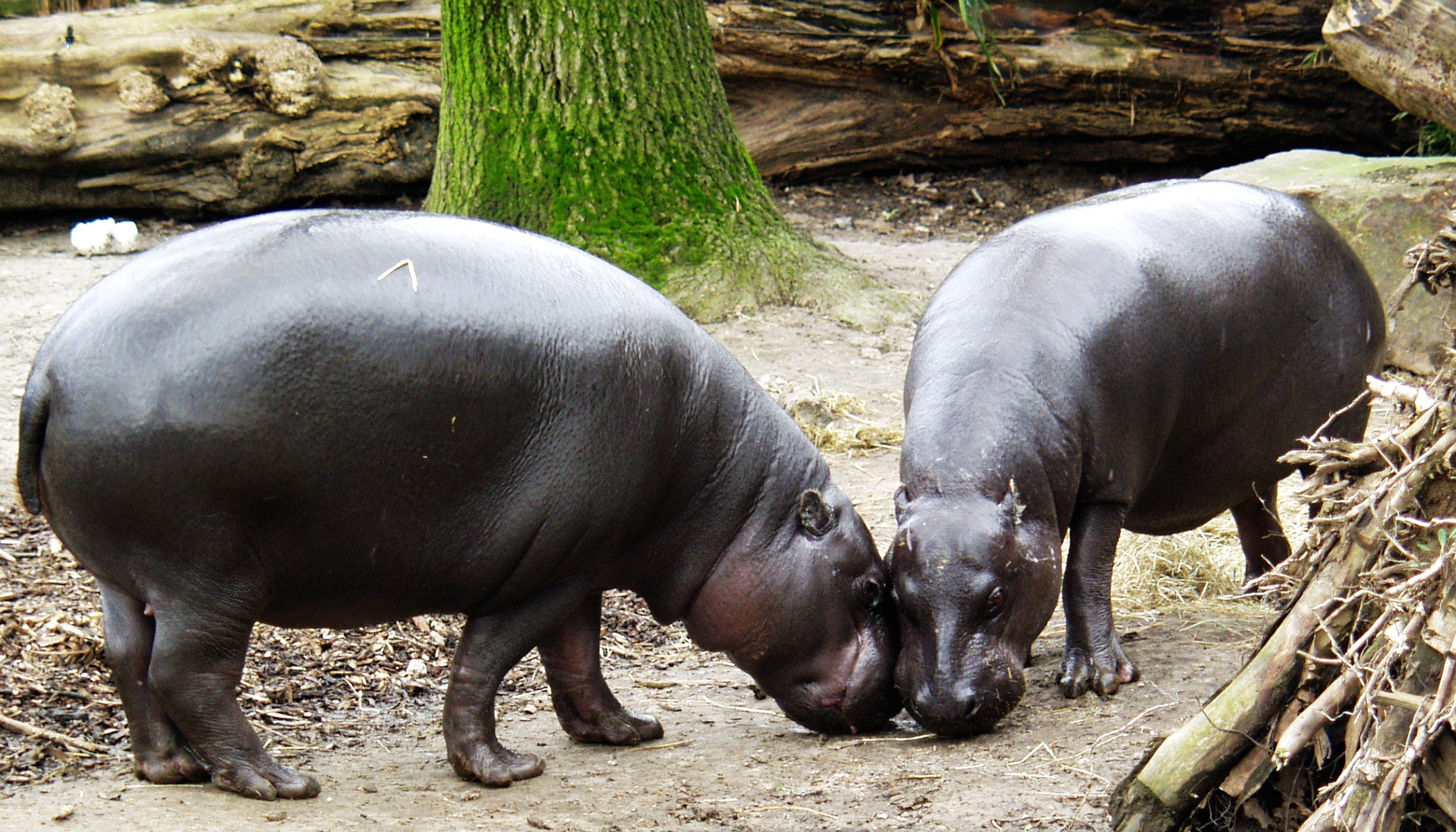
Una coppia allo zoo di Duisburg, in Germania

Gli ippopotami pigmei condividono la stessa costituzione generale di un ippopotamo comune. Hanno uno scheletro graviportale, con quattro zampe tozze dotate di quattro dita su ciascun piede, che sostengono il pesante corpo a botte. L'ippopotamo pigmeo, tuttavia, è alto solo la metà di un ippopotamo comune e pesa meno di 1/4 del suo cugino più grande. Gli ippopotami pigmei adulti sono alti circa 75–100 centimetri (2,46–3,28 piedi) al garrese, raggiungono una lunghezza di 150–175 centimetri (4,92–5,74 piedi), per un peso di 180–275 kg (397–606 libbre). La loro durata vitale in cattività varia da 30 a 55 anni, anche se è improbabile che vivano così a lungo in natura.
La pelle è nero-verdastra o marrone, sfumando in un grigio crema sulla parte inferiore del corpo. La loro pelle è molto simile a quella dell'ippopotamo comune, con un'epidermide sottile su un derma spesso diversi centimetri. Gli ippopotami pigmei producono la stessa insolita secrezione degli ippopotami comuni, che conferisce alla loro pelle una sfumatura rosata, talvolta descritta come "sudore di sangue" sebbene la secrezione non sia né sudore né sangue. Si ritiene che questa sostanza, l'acido ipposudorico, abbia proprietà antisettiche e schermanti solari. La pelle degli ippopotami si asciuga rapidamente screpolandosi, motivo per cui entrambe le specie trascorrono così tanto tempo in acqua.
Lo scheletro di C. liberiensis è più gracile di quello dell'ippopotamo comune, il che significa che le loro ossa sono proporzionalmente più sottili. La colonna vertebrale dell'ippopotamo comune è parallela al suolo; la schiena dell'ippopotamo pigmeo è inclinata in avanti, un probabile adattamento per attraversare più facilmente la fitta vegetazione della foresta. In proporzione, le zampe ed il collo dell'ippopotamo pigmeo sono più lunghi e la testa più piccola, rispetto alla sua controparte più grande.
Le orbite e le narici dell'ippopotamo pigmeo sono molto meno pronunciate rispetto all'ippopotamo comune, un adattamento dovuto allo stile di vita più terrestre dell'animale che predilige acque poco profonde (dove orbite e narici pronunciate aiutano l'ippopotamo comune a respirare e vedere). I piedi degli ippopotami pigmei sono più stretti, ma le dita dei piedi sono più aperte e hanno meno palmatura, per aiutare l'animale a camminare sul suolo della foresta.
Nonostante gli adattamenti ad una vita più terrestre rispetto all'ippopotamo comune, gli ippopotami pigmei rimangono comunque più acquatici di tutti gli altri ungulati artiodactyli. Le orecchie e le narici degli ippopotami pigmei hanno forti valvole muscolari per aiutare a immergersi sott'acqua e la fisiologia della pelle dipende dalla disponibilità d'acqua.

## Biologia

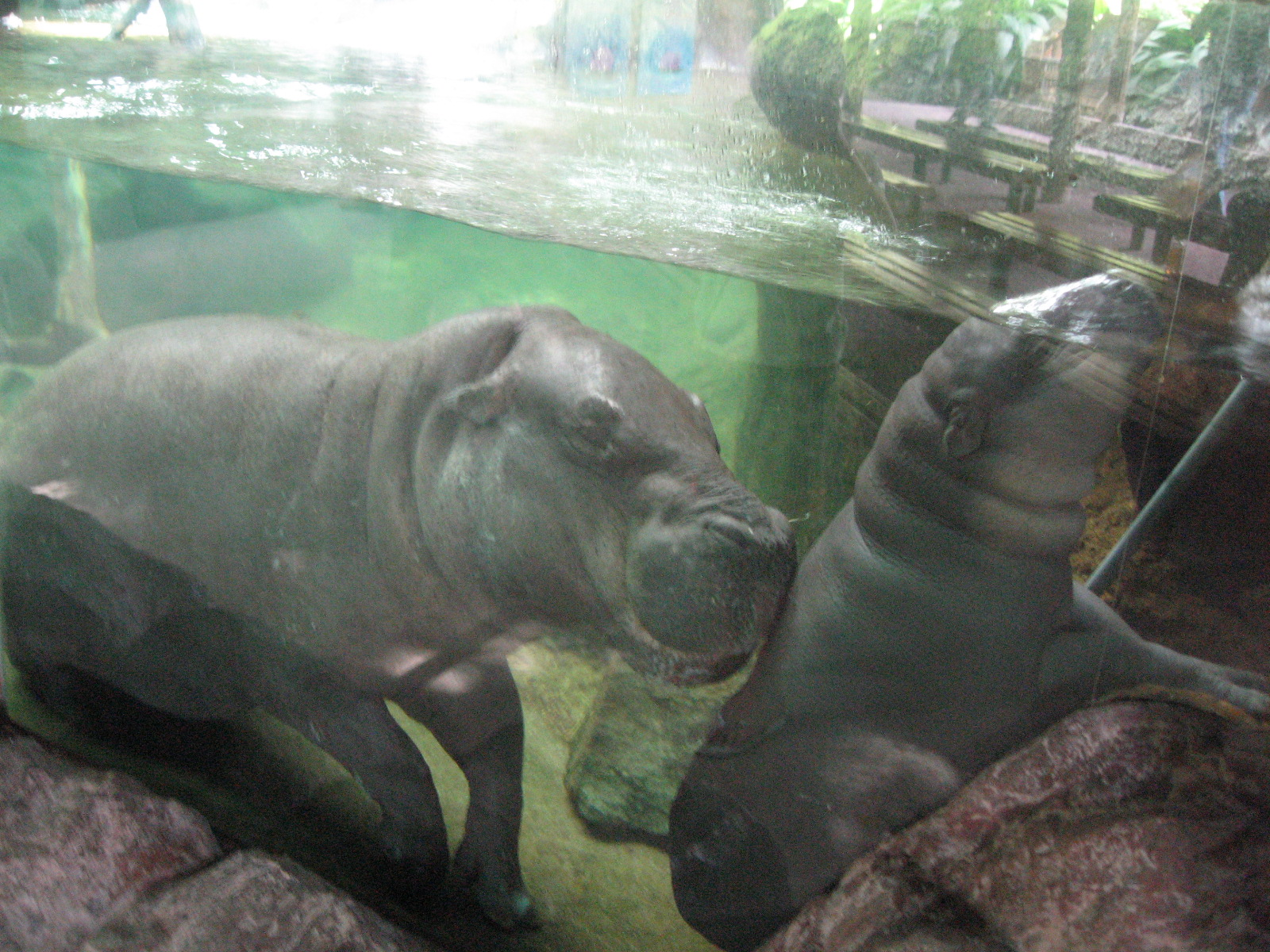
Due esemplari in immersione allo zoo di Singapore

Il comportamento dell'ippopotamo pigmeo differisce da quello dell'ippopotamo comune in molti modi. Gran parte del suo comportamento è più simile a quello di un tapiro, sebbene questo sia solo un effetto di evoluzione convergente. Mentre l'ippopotamo comune è gregario, gli ippopotami pigmei vivono da soli o in piccoli gruppi, tipicamente una coppia o una madre con il proprio cucciolo. Gli ippopotami pigmei tendono a ignorarsi a vicenda piuttosto che affrontarsi quando si incontrano. Studi sul campo hanno stimato che il territorio dei maschi si estende su 1,85 km² (460 acri), mentre il territorio delle femmina è compreso tra i 0,4 e i 0,6 km² (100-150 acri).
Gli ippopotami pigmei trascorrono la maggior parte della giornata nascosti nei fiumi. Rimarranno nella stessa zona per diversi giorni consecutivi, prima di spostarsi in una nuova zona. Almeno alcuni esemplari fanno uso di tane o buche che si formano sulle rive dei fiumi. Non è noto se gli ippopotami pigmei aiutino a creare queste tane o quanto sia comune per loro usarle. Sebbene un ippopotamo pigmeo non sia mai stato osservato scavare, altri artiodactyli, come i facoceri, sono scavatori.

### Dieta

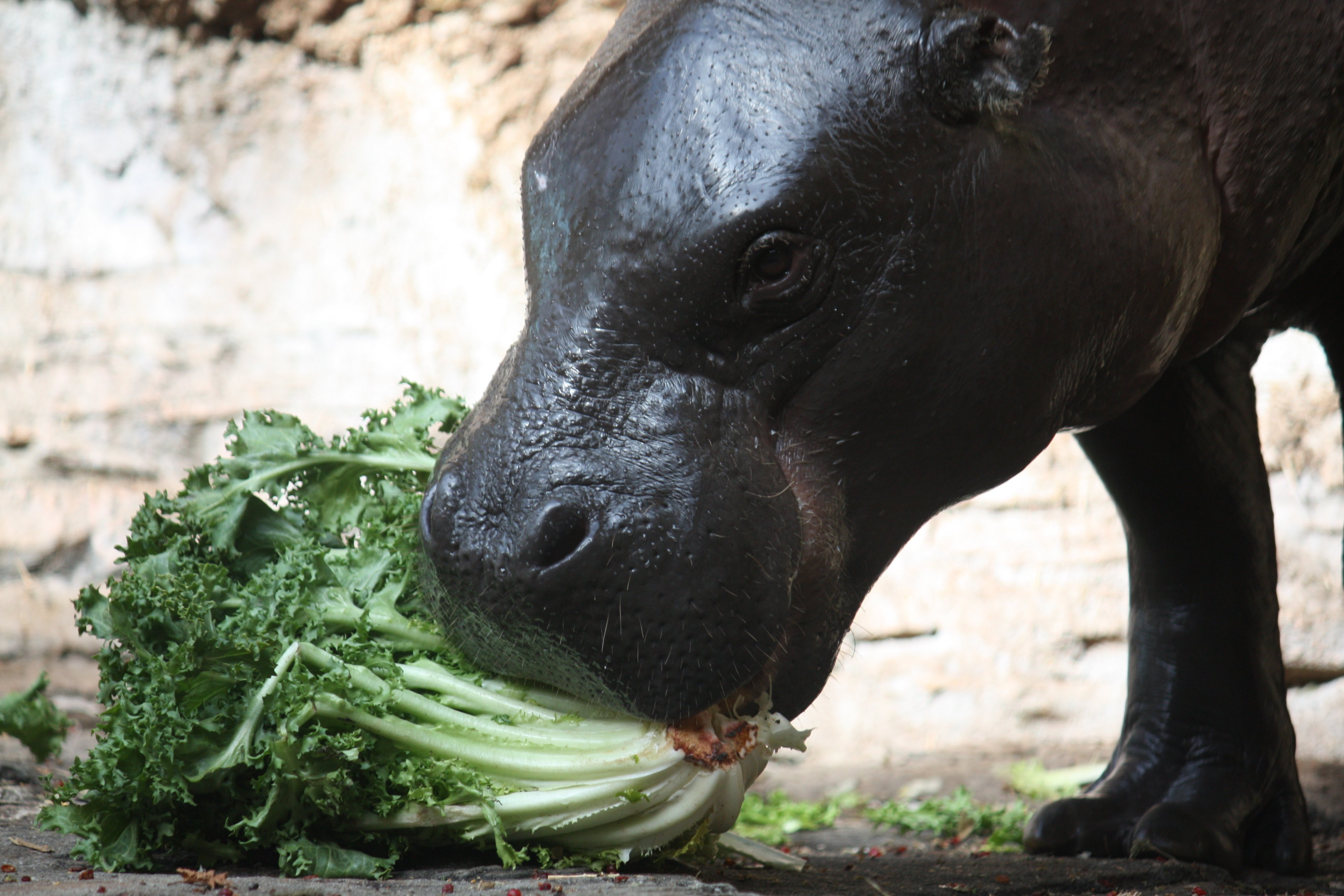
Un esemplare mentre si nutre di vegetazione

Come l'ippopotamo comune, l'ippopotamo pigmeo emerge dall'acqua al tramonto per nutrirsi. Per orientarsi nella fitta vegetazione della foresta usano sentieri battuti le notti prima o da altri esemplari. Per segnare i sentieri lascia delle tracce agitando vigorosamente la coda mentre defeca per diffondere ulteriormente le sue feci. L'ippopotamo pigmeo trascorre circa sei ore al giorno alla ricerca di cibo.
Gli ippopotami pigmei sono erbivori. Non si nutrono di vegetazione acquatica in misura significativa e mangiano raramente erba poiché è difficilmente reperibile nelle fitte foreste che abitano. La maggior parte della dieta dell'ippopotamo pigmeo consiste in felci, piante a foglia larga e frutti caduti sul suolo della foresta. L'ampia varietà di piante di cui si nutrono gli ippopotami pigmei suggerisce che essi siano brucatori generici. Questa dieta è di qualità superiore a quella dell'ippopotamo comune.

### Riproduzione

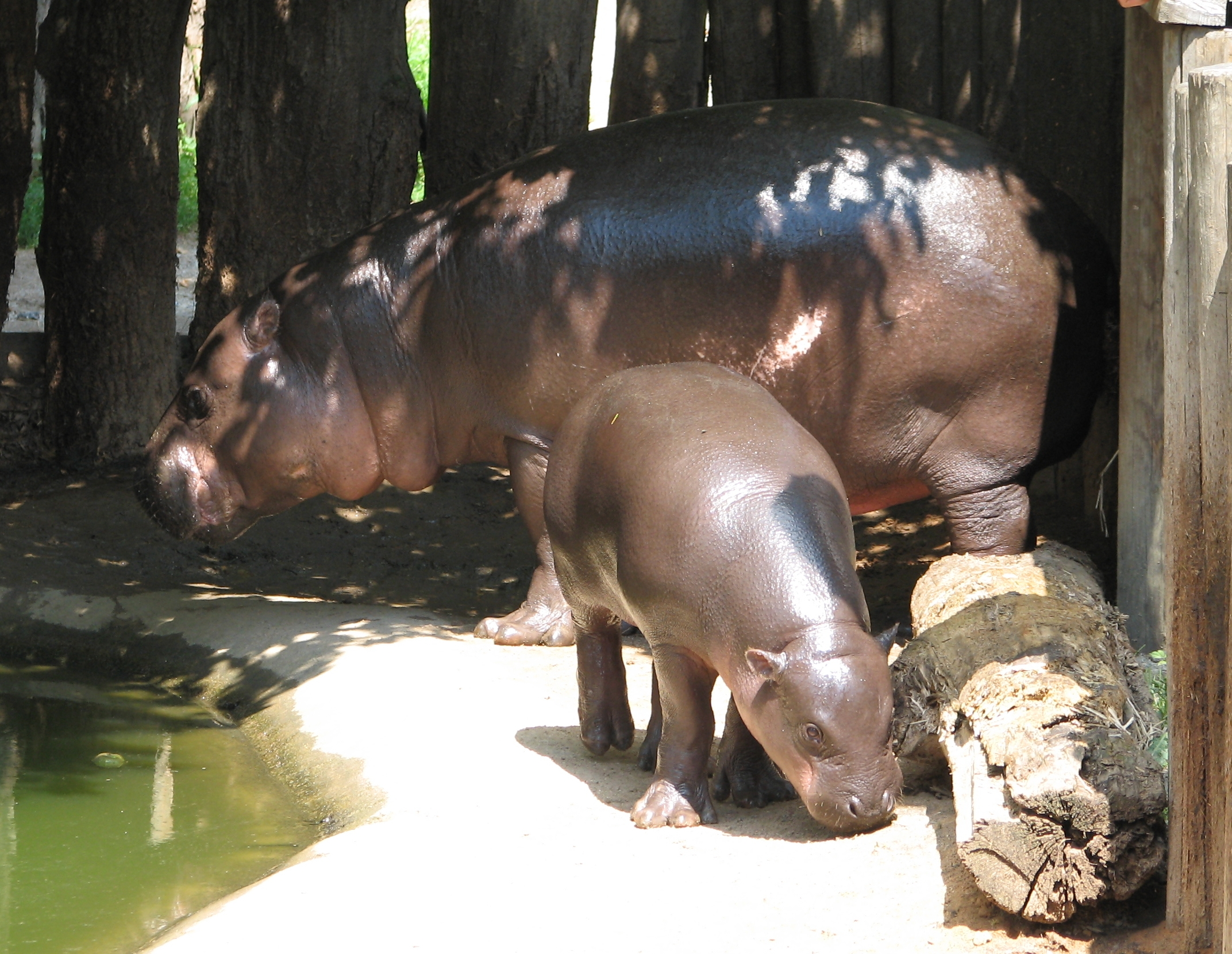
Femmina con cucciolo, allo zoo in Jihlava, Repubblica Ceca

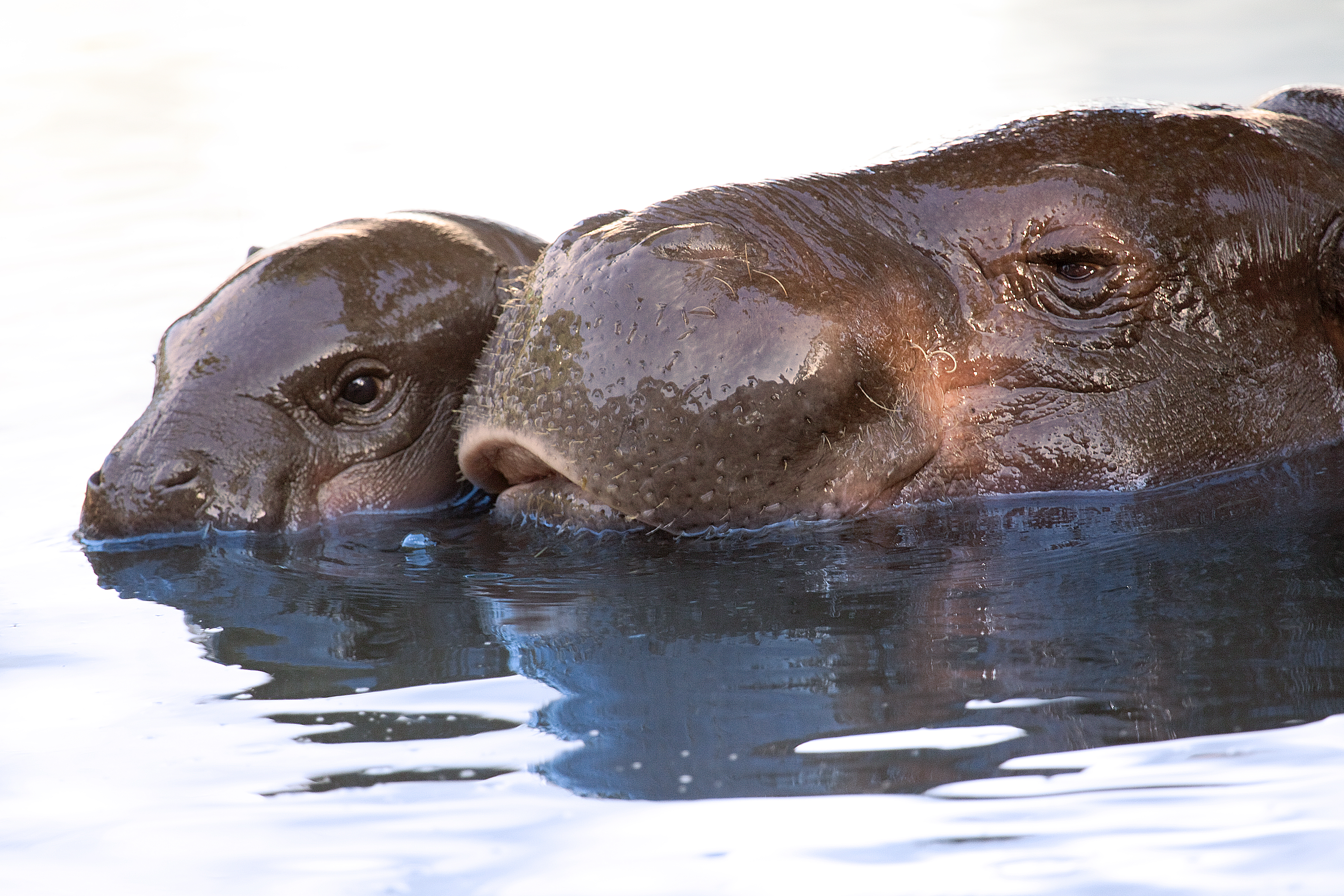
Femmina con cucciolo in acqua, allo zoo di Lisbona

Non è mai stato condotto uno studio sul comportamento riproduttivo di questi animali in natura, poiché le condizioni artificiali di cattività possono far sì che il comportamento osservato negli ippopotami pigmei degli zoo differisca dalle condizioni naturali. La maturità sessuale per l'ippopotamo pigmeo si verifica tra i 3 e i 5 anni d'età. L'età più giovane riportata per il parto è un ippopotamo pigmeo dello zoo di Basilea, in Svizzera, che ha partorito un cucciolo a 3 anni e 3 mesi. Il ciclo dell'estro di una femmina dura in media 35,5 giorni, con l'estro stesso che dura tra le 24 e le 48 ore.
Gli ippopotami pigmei formano coppie durature durante il periodo dell'accoppiamento, ma la durata della "relazione" è sconosciuta. Negli zoo questi animali si riproducono come coppie monogame. La copulazione può avvenire a terra o in acqua e una coppia si accoppierà da una a quattro volte durante il periodo dell'estro. In cattività, gli ippopotami pigmei sono stati concepiti e nati in tutti i mesi dell'anno. Il periodo di gestazione varia da 190 a 210 giorni e di solito nasce un solo cucciolo, sebbene sia nota la nascita di gemelli.
L'ippopotamo comune partorisce e si accoppia solo in acqua, mentre gli ippopotami pigmei si accoppiano e partoriscono sia sulla terraferma che in acqua. I giovani ippopotami pigmei possono nuotare quasi immediatamente dopo la nascita. Alla nascita, i cuccioli pesano 4,5–6,2 kg (9,9–13,7 libbre) con i maschi che possono pesare circa 0,25 kg (0,55 libbre) in più rispetto alle femmine. Lo svezzamento avviene completamente tra i 6 e gli 8 mesi di età; prima dello svezzamento i cuccioli non seguono la madre quando questa lascia l'acqua per nutrirsi, ma rimangono nascosti nell'acqua da soli. La madre torna dal cucciolo circa tre volte al giorno per allattarlo. L'allattamento avviene con la madre sdraiata su un fianco.

## Tassonomia e origini

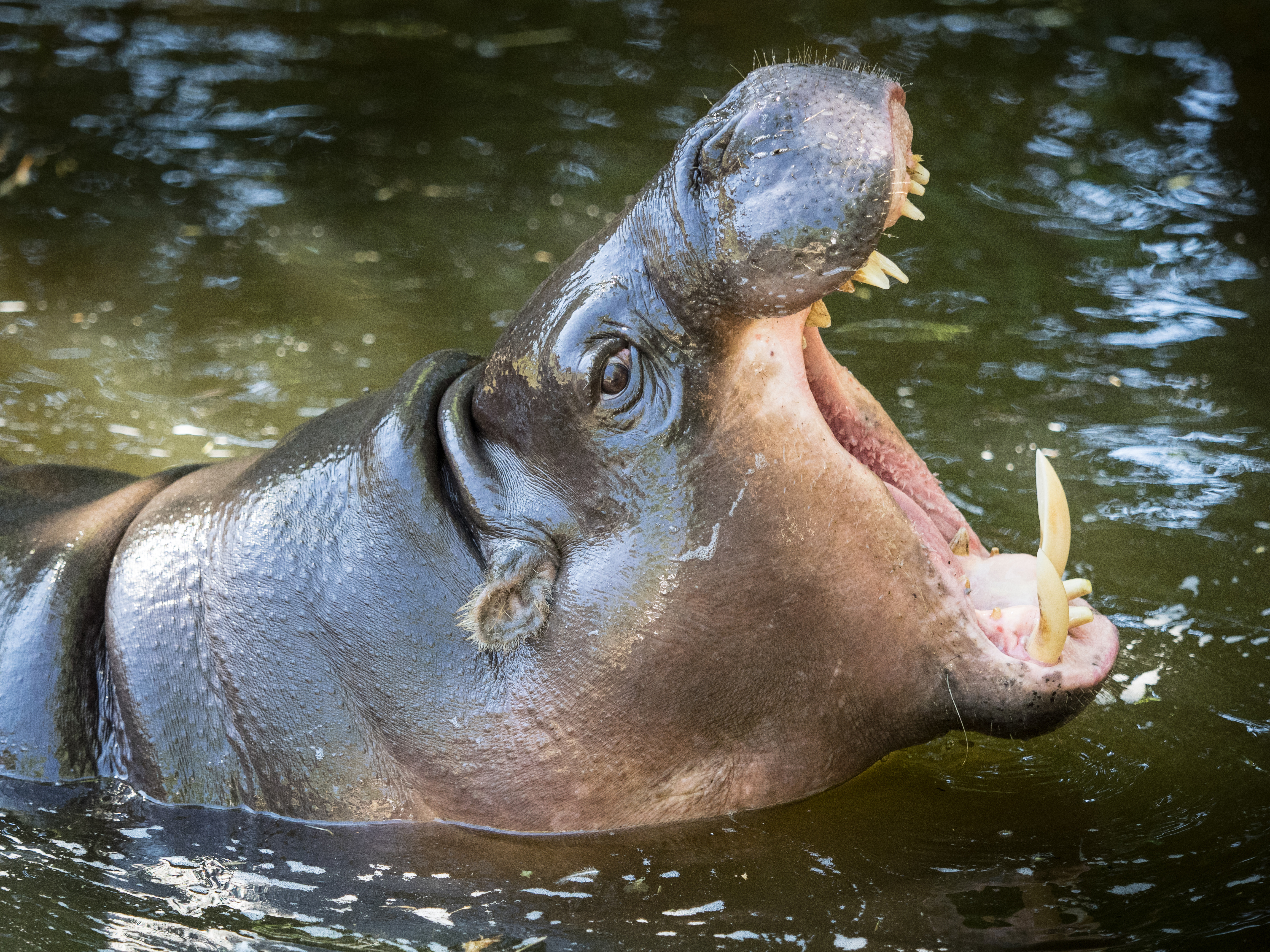
Un esemplare mentre sbadiglia, allo zoo di Lagos, Portogallo

L'ippopotamo pigmeo è un membro della famiglia Hippopotamidae dove è classificato come membro del genere Choeropsis (che significa "somigliante a un maiale") o del genere Hexaprotodon (che significa "sei denti anteriori"). I membri di Hippopotamidae sono talvolta conosciuti come ippopotamidi. A volte viene utilizzata anche la sottofamiglia Hippopotaminae. Inoltre, alcuni tassonomisti raggruppano ippopotami e anthracotheri nella superfamiglia Anthracotheroidea o Hippopotamoidea.
Un possibile taxon gemello dell'ippopotamo pigmeo potrebbe essere il poco studiato ippopotamo pigmeo malgascio (Hexaprotodon madagascariensis o Hippopotamus madagascariensis), una delle tre specie estinte di ippopotami del Madagascar. C. madagascariensis aveva le stesse dimensioni di C. liberiensis e condivideva il suo comportamento terrestre, abitando gli altopiani boscosi del Madagascar, piuttosto che i grandi fiumi malgasci. Si ritiene che questo animale si sia estinto negli ultimi 500 anni.
La tassonomia del genere dell'ippopotamo pigmeo è cambiata con lo sviluppo della comprensione di questo animale. Samuel G. Morton inizialmente classificò l'animale come Hippopotamus minor, ma in seguito determinò che era abbastanza distinto dall'ippopotamo comune da giustificare l'appartenenza ad un proprio genere, coniando il nuovo genere Choeropsis. Nel 1977, Shirley C. Coryndon propose che l'ippopotamo pigmeo fosse strettamente imparentato con Hexaprotodon, un genere di ippopotami preistorici per lo più originari dell'Asia.
Questa affermazione venne ampiamente accettata, fino a quando nel 2005, dopo aver condotto un esame approfondito sulla filogenesi di Hippopotamidae, Boisserie affermò che l'ippopotamo pigmeo non era un membro di Hexaprotodon. Boisserie suggerì invece che l'ippopotamo pigmeo fosse un genere distinto e restituì l'animale al genere Choeropsis. Oggi tutti i ricercatori concordano sul fatto che il moderno ippopotamo pigmeo, sia esso H. liberiensis o C. liberiensis, è l'unico membro esistente del suo genere.

### Sottospecie nigeriana

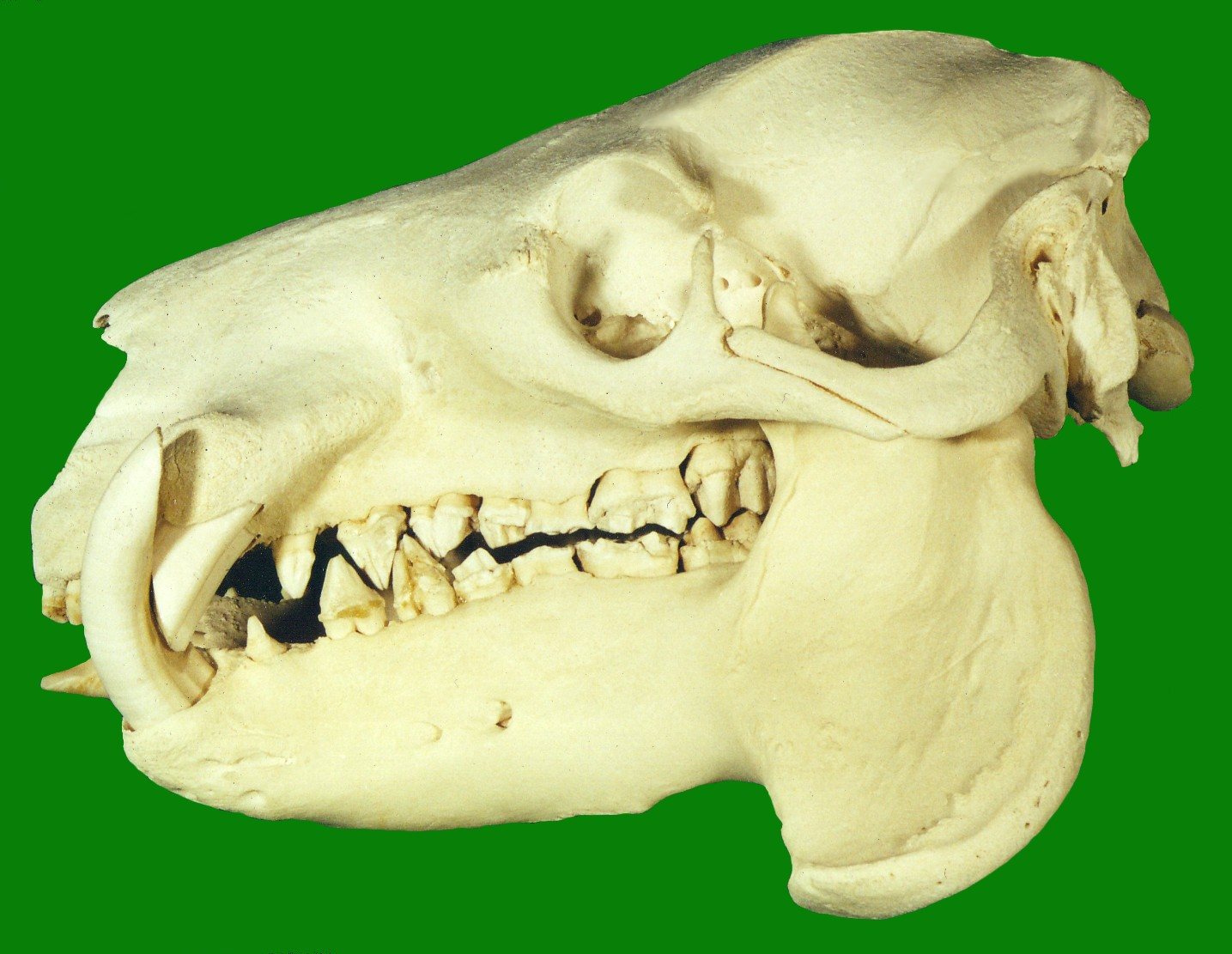
Cranio

Una sottospecie distinta dell'ippopotamo pigmeo abitava le foreste della Nigeria almeno fino al XX secolo, sebbene la validità di tale sottospecie sia stata messa in dubbio. L'esistenza di una possibile sottospecie fa di Choeropsis liberiensis liberiensis (o Hexaprotodon liberiensis liberiensis secondo la vecchia classificazione) la nomenclatura trinomiale completa per l'ippopotamo pigmeo della Liberia. L'ippopotamo pigmeo nigeriano non è mai stato studiato in natura e non ne è mai stato catturato un esemplare. Tutte le ricerche e tutti gli esemplari presenti in cattività appartengono alla sottospecie liberiana. La sottospecie nigeriana è classificata come C. liberiensis heslopi.
L'ippopotamo pigmeo nigeriano era nativo del delta del fiume Niger, in particolare vicino a Port Harcourt, ma non esistono rapporti affidabili dopo la raccolta degli esemplari del museo assicurati dall'IRP Heslop, un ufficiale coloniale britannico, nei primi anni '40. Nel 1991 vennero uccisi gli ultimi due esemplari dell'isola di Bonny. Oggi la sottospecie è probabilmente estinta. Questa sottospecie era separata dalla sottospecie tipo da oltre 1.800 km (1.100 mi) e dal Corridoio del Dahomey, una regione di savana che divide le regioni forestali dell'Africa occidentale. La sottospecie prende il nome dall'IRP Heslop, che nel 1945 affermò di aver ucciso un ippopotamo pigmeo nella regione del delta del Niger e di aver raccolto diversi crani. L'IRP Heslop stimò che nella regione non fossero presenti più di 30 ippopotami pigmei.
Secondo quanto riferito, Heslop inviò quattro teschi di ippopotami pigmei al British Museum of Natural History di Londra. Questi esemplari non furono tuttavia sottoposti a valutazione tassonomica fino al 1969 quando GB Corbet classificò i crani come appartenenti ad una sottospecie separata in base a variazioni consistenti nelle proporzioni dei crani. Gli ippopotami pigmei nigeriani furono avvistati e/o uccisi a colpi di arma da fuoco negli stati di Rivers, Imo e Bayelsa, Nigeria. Sebbene alcune popolazioni locali fossero consapevoli dell'esistenza della sottospecie, la loro presenza nella regione è scarsamente documentata.

### Evoluzione

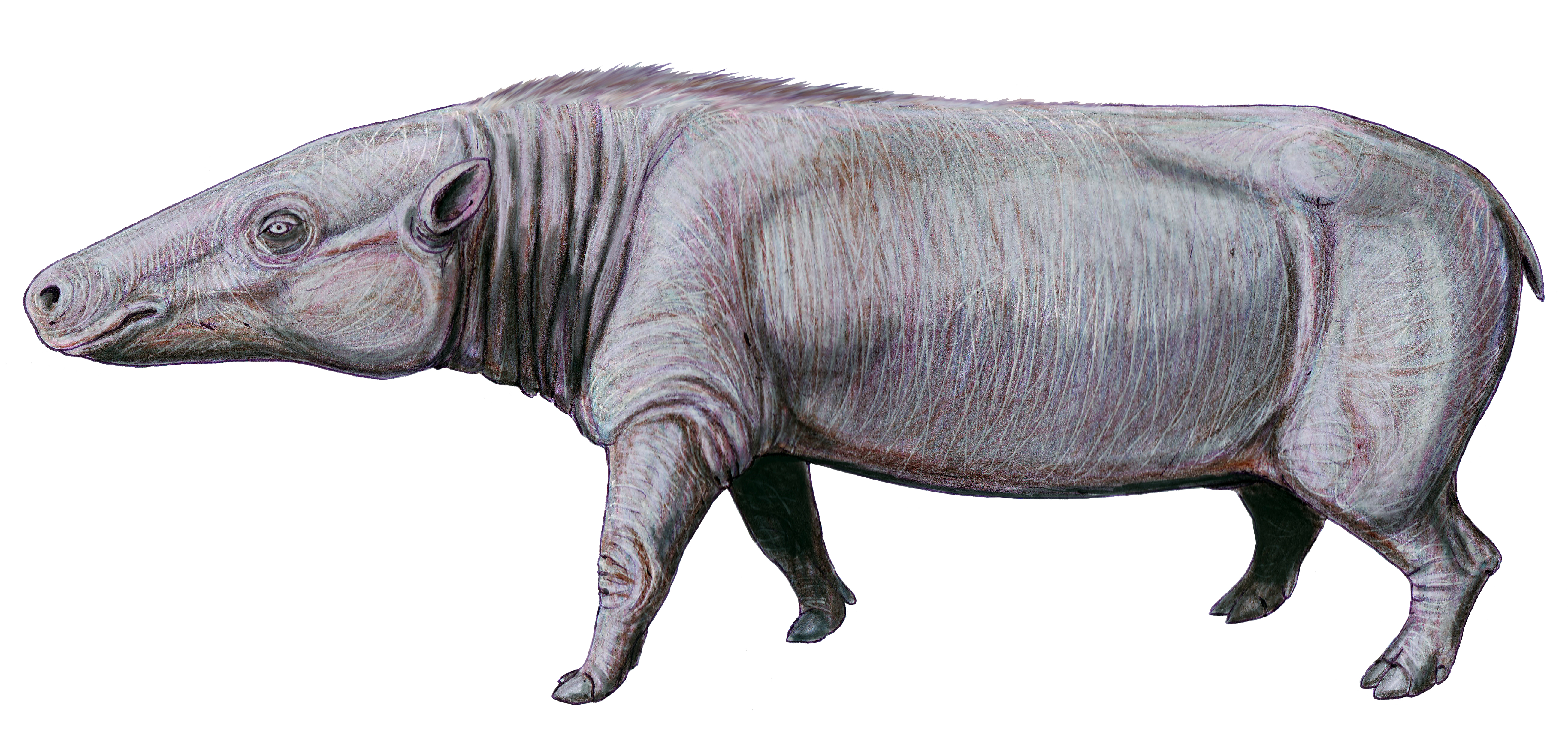
Anthracotheri, come lAnthracotherium, ricordano l'ippopotamo pigmeo e sono tra i loro probabili antenati

L'evoluzione dell'ippopotamo pigmeo è spesso studiata in funzione del suo cugino più grande. Originariamente, si pensava che entrambe le specie fossero strettamente imparentate con la famiglia dei suidi (maiali e cinghiali) o dei tayassuidi (pecari). Tuttavia, la ricerca, negli ultimi 10 anni, ha stabilito che gli ippopotami comuni e gli ippopotami pigmei sono più strettamente imparentati con i cetacei (balene e delfini). Ippopotami e balene condividevano un comune antenato semi-acquatico che si diramò dagli altri artiodactyli intorno ai 60 milioni di anni fa.
Questo presunto antenato, probabilmente, si divise in due rami circa 6 milioni di anni dopo. Un ramo si sarebbe evoluto nei cetacei odierni, mentre l'altro diede origine agli antracotheridi, una grande famiglia di animali a quattro zampe, il cui membro più antico, risalente all'Eocene superiore, somigliava molto ad un ippopotamo ma con una testa relativamente più piccola e sottile.
Gli ippopotamidi sono profondamente classificati all'interno della famiglia Anthracotheriidae. Il più antico hippopotamide conosciuto è il genere Kenyapotamus, che visse in Africa da 16 a 8 milioni di anni fa. Kenyapotamus è conosciuto solo attraverso resti frammentari, ma aveva dimensioni simili a C. liberiensis. Si ritiene che gli Hippopotamidae si siano evoluti in Africa e, sebbene a un certo punto la specie si diffuse in Asia e in Europa, nessun ippopotamo è mai stato scoperto nelle Americhe. A partire da 7,5 a 1,8 milioni di anni fa, l'Archaeopotamus, probabile antenato del genere Hippopotamus ed Hexaprotodon, visse in Africa e nel Medio Oriente.
Sebbene la documentazione fossile degli ippopotami sia ancora poco conosciuta, i lignaggi dei due generi moderni, Hippopotamus e Choeropsis, potrebbero essere divergenti fino a 8 milioni di anni fa. La forma ancestrale dell'ippopotamo pigmeo potrebbe essere il genere Saotherium. Saotherium e Choeropsis sono significativamente più basali di Hippopotamus ed Hexaprotodon, pertanto assomigliano di più alle specie più ancestrali.

### Ippopotami pigmei e nani estinti
Nel tardo Pleistocene o all'inizio dell'Olocene, diverse specie di ippopotami nani abitavano le isole del Mediterraneo. Sebbene queste specie vengano talvolta riferite come "ippopotami pigmei", non erano strettamente imparentate con C. liberiensis. Queste specie mediterrane includono l'ippopotamo nano di Creta (Hippopotamus creutzburgi), l'ippopotamo nano siciliano (Hippopotamus pentlandi), l'ippopotamo nano di Malta (Hippopotamus melitensis) e l'ippopotamo nano di Cipro (Hippopotamus minor).
Queste specie, sebbene di dimensioni paragonabili all'ippopotamo pigmeo, sono considerate ippopotami nani, piuttosto che pigmei. Probabilmente queste specie discendono da una specie più grande di ippopotamo europeo, e hanno sviluppando solo in seguito dimensioni minori attraverso il processo del nanismo insulare, molto comune sulle isole; anche gli antenati dell'ippopotami pigmeo erano di piccole dimensioni, quindi non c'è mai stato un processo di nanismo. C'erano anche diverse specie di ippopotami pigmei in Madagascar (vedi ippopotami del Madagascar).

## Conservazione

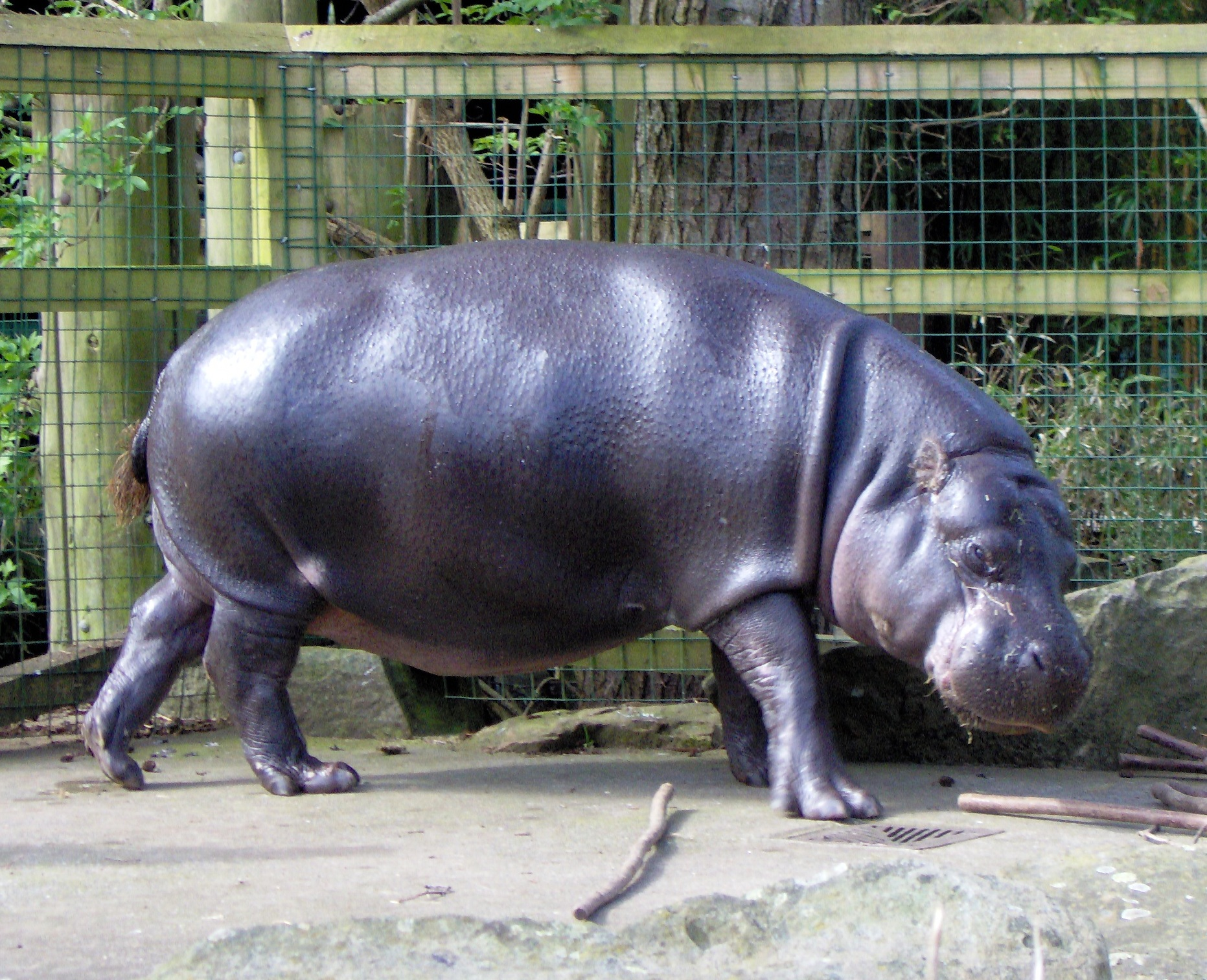
Un ippopotamo pigmeo allo Zoo di Bristol, Inghilterra

La specie, è stata classificata come in Pericolo nella Lista Rossa IUCN, ed è stata inclusa sia nell'Appendice II della Convenzione di Washington (in riferimento al commercio controllato) che nella Convenzione Africana del 1969. La più grande minaccia per la restante popolazione di ippopotami pigmei in natura è la perdita dell'habitat. Le foreste in cui vivono questi animali sono state soggette a disboscamenti, insediamenti e conversione all'agricoltura, con pochi sforzi dimostrati per rendere sostenibile il disboscamento in queste aree. Man mano che le foreste si restringono, le popolazioni diventano più frammentate, portando ad una minore diversità genetica nel potenziale bacino d'accoppiamento.
Gli ippopotami pigmei rientrano tra le specie cacciate illegalmente per il cibo in Liberia. Si dice che la loro carne sia di ottima qualità, come quella dei cinghiali; a differenza di quelli dell'ippopotamo comune, i denti dell'ippopotamo pigmeo non hanno alcun valore. Gli effetti della guerra civile dell'Africa occidentale sull'ippopotamo pigmeo sono sconosciuti, ma è improbabile che siano positivi. L'ippopotamo pigmeo subisce anche la predazione naturale di leopardi, pitoni e coccodrilli. La frequenza con cui questi animali vengono predati è però sconosciuta.
C. liberiensis è stata identificato come una delle prime 10 "specie focali" nel 2007 dal progetto Evolutionively Distinct and Globally Endangered (EDGE). Alcune popolazioni abitano aree protette, come la Riserva forestale di Gola in Sierra Leone.
Lo zoo di Basilea in Svizzera detiene il libro genealogico internazionale e coordina l'intera popolazione di ippopotami pigmei in cattività che si riproduce liberamente negli zoo di tutto il mondo. Tra il 1970 e il 1991 la popolazione di ippopotami pigmei nati in cattività è più che raddoppiata, al punto in cui la sopravvivenza della specie negli zoo è più certa della sopravvivenza della specie in natura. In cattività, l'ippopotamo pigmeo vive da 42 a 55 anni, più a lungo che in natura. Dal 1919, solo il 41% degli ippopotami pigmei nati negli zoo sono maschi.

## Storia e folklore

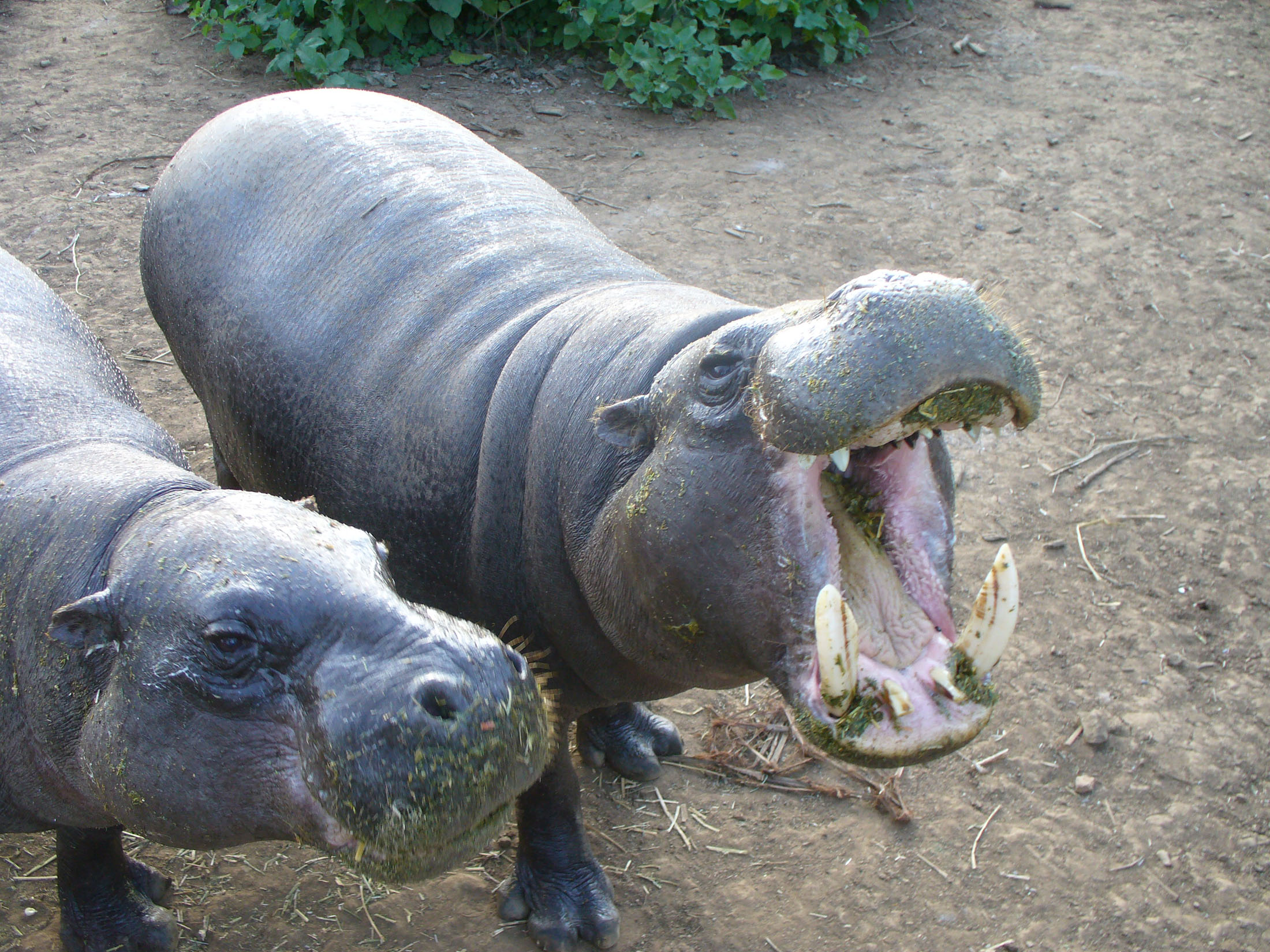
Una coppia al Mount Kenya Wildlife Conservancy

Mentre l'ippopotamo comune era già ben noto agli europei sin dall'antichità classica, l'ippopotamo pigmeo rimase sconosciuto al di fuori del suo areale in Africa occidentale fino al XIX secolo. A causa del loro stile di vita notturno ed del loro habitat forestale, erano anche poco conosciuti nel loro areale. In Liberia l'animale era tradizionalmente noto come mucca d'acqua.
I primi rapporti sul campo dell'animale lo identificavano erroneamente come un maiale selvatico. Diversi crani della specie furono inviati allo scienziato naturale americano Samuel G. Morton, durante la sua residenza a Monrovia, Liberia. Morton descrisse per la prima volta la specie nel 1843. I primi esemplari completi furono raccolti come parte di un'indagine completa sulla fauna liberiana negli anni 1870 e 1880 dal Dr. Johann Büttikofer. Gli esemplari furono poi portati al Museo di Storia Naturale di Leida, nei Paesi Bassi.
Il primo ippopotamo pigmeo fu trasportato in Europa nel 1873 dopo essere stato catturato in Sierra Leone da un membro del British Colonial Service, ma morì poco dopo l'arrivo. Gli ippopotami pigmei furono introdotti con successo in Europa nel 1911. Furono prima spediti in Germania e poi allo zoo del Bronx, a New York, dove cominciarono a prosperare.
Nel 1927, Harvey Firestone, della Firestone Tyres, presentò Billy l'ippopotamo pigmeo al presidente degli Stati Uniti Calvin Coolidge. Coolidge donò in seguito Billy al National Zoo di Washington, DC. Secondo lo zoo, Billy è un antenato comune della maggior parte degli ippopotami pigmei presenti oggi negli zoo americani.
Sono state create diverse leggende e racconti popolari sull'ippopotamo pigmeo. Una storia locale racconta di come gli ippopotami pigmei trasportino un diamante splendente nella bocca per aiutarli a muoversi attraverso le fitte foreste di notte; di giorno l'ippopotamo pigmeo avrebbe un nascondiglio segreto per il diamante, ma se un cacciatore cattura un ippopotamo pigmeo di notte può rubargli il diamante con facilità. Gli abitanti dei villaggi locali credevano che i piccoli ippopotami pigmei non succhiassero il latte ma piuttosto leccassero le secrezioni dalla pelle della madre.